# John Anderson (labdarúgó, 1959)
John Christopher Patrick Anderson (Dublin, 1959. november 7. –) ír válogatott labdarúgó.

## Pályafutása

### Klubcsapatban
Dublinban született. 1976 és 1979 között a West Bromwich Albion játékosa volt, ahol a tartalékcsapatban szerepelt, viszont a felnőttek között egyetlen mérkőzésen sem lépett pályára. 1979 és 1982 között a Preston North End együttesében játszott.  Pályafutását 1983-ban a Walsallban kezdte, ahol öt évig játszott. 1988-ban a West Ham United csapatába szerződött, melynek két éven keresztül volt a játékosa. 1982 és 1992 között a Newcastle Unitedet erősítette. 
v,nnn,

### A válogatottban
1979 és 1988 között 16 alkalommal szerepelt az ír válogatottban és 1 gólt szerzett. Egy USA elleni barátságos mérkőzés alkalmával mutatkozott be 1979. október 29-én.  Részt vett az 1988-as Európa-bajnokságon.